# شی چائوجی
شی چائوجی (انگلیسی: Xie Chaojie؛ زادهٔ ) یک بازیکن تنیس روی میز اهل جمهوری خلق چین است. 
وی در مسابقات کشوری و بین‌المللی در مجموع برنده ۴ مدال طلا، ۱ مدال نقره، ۳ مدال برنز شده‌است.